# Franco Bertinetti
Franco Bertinetti, född 14 juli 1923 i Vercelli, död 6 mars 1995 i Marseille, var en italiensk fäktare.
Bertinetti blev olympisk guldmedaljör i värja vid sommarspelen 1952 i Helsingfors och vid sommarspelen 1956 i Melbourne.